# Reinhold Soyka
Reinhold Soyka (ur. 22 marca 1952) – niemiecki lekkoatleta, średniodystansowiec, halowy mistrz Europy z 1973. W czasie swojej kariery reprezentował Republikę Federalną Niemiec.
Zdobył złoty medal w sztafecie 4 × 4 okrążenia na halowych mistrzostwach Europy w 1973 w Rotterdamie (sztafeta RFN biegła w składzie: Soyka, Josef Schmid, Thomas Wessinghage i Paul-Heinz Wellmann). Zajął 6. miejsce w biegu na 800 metrów na halowych mistrzostwach Europy w 1975 w Katowicach.
Był halowym mistrzem RFN w biegu na 800 metrów w 1975 oraz wicemistrzem w tej konkurencji w 1973, a także halowym wicemistrzem w biegu na 1500 metrów w 1974.
Startował w klubie LC Bonn.